# Bonds
«Lazos» —título original en inglés: «Bonds»— es el sexto episodio de la décima temporada de la serie de televisión de horror, posapocalíptica The Walking Dead. Se transmitió en AMC en Estados Unidos el 10 de noviembre de 2019 y en España e Hispanoamérica al día siguiente fue emitido por la cadena televisiva FOX. El episodio fue escrito por Eli Jorné y dirigido por Laura Belsey.

## Trama
En Alexandria Carol Peletier se prepara para salir sola a buscar a Negan, pero Daryl insiste en venir con ella. Afuera, Carol dice que tiene un plan diferente, y establece un punto de observación en vista de la frontera de los Susurradores, buscando espiar lo que están haciendo los Susurradores y esperando aprender cómo mejorarlos. Mientras esperan, Carol le ruega a Daryl que admita sus sentimientos por Connie, mientras que Daryl le dice a Carol que ya no confía en ella, temiendo que intente asesinar a Alpha y empeorar las cosas. Después de un tiempo, ven a un Susurrador moviéndose para traer una manada de caminantes a su territorio. Carol quiere seguirlo, pero acepta que Daryl no mate a ningún caminante. Mientras persiguen, hacen demasiado ruido que atrae a los caminantes hacia ellos. Mientras Daryl se esconde, Carol aprovecha la oportunidad para capturar al Susurrador que los guía. Regresan a Alexandría con sus cautivos. Mientras tanto, Siddiq y Dante se apresuran a luchar contra una infección de rápido movimiento dentro de Alexandría que incapacita a varios, sin saber que la infección fue causada por la contaminación del suministro de agua por Gamma. Después de un largo día, Siddiq se duerme en la enfermería, pero luego se despierta en el balcón del molino de viento, sin saber cómo llegó allí.
En Hilltop, Eugene está manejando la radio, actualizado con componentes del satélite caído y completando sus registros con las otras comunidades, incluido el aprendizaje sobre la infección en Alexandría de Rosita. Cuando está a punto de irse, llega una nueva señal de radio con una voz femenina. Él responde, pero ambos acuerdan seguridad para evitar el uso de sus nombres o detalles de dónde están ubicados. Eugene y la mujer hablan más sobre su estado actual, pero la mujer insiste en que Eugene debe mantener estas conversaciones privadas.
Beta lleva a Negan a Alpha, tratando de demostrar su valor para saber todo sobre los planes de las comunidades. Alpha decide probar a Negan para ver si es digno, lo que molesta a Beta. Alpha ve esto, preguntándose si Negan está desafiando la posición de Beta, pero Beta se somete rápidamente a Alpha, lo que Negan nota. Beta supervisa las pruebas de Negan, que implican cavar agujeros para enterrar a los caminantes después de que recogen sus pieles. Negan no puede superar la fuerza de Beta, y se ve obligado a capturar un cerdo vivo para presentarlo como alimento para que los otros Susurradores intenten demostrar su valía. A pesar de esto, Beta se niega a darle comida, aunque otro Whisperer comparte un poco de cecina con él. Beta capta esto y mata al Susurrador cuando llega una horda de caminantes, atraída por la comida; Beta deja a Negan para defenderse. Beta regresa a Alpha para contarle sobre la muerte de Negan cuando Negan emerge, empapado de sangre pero vivo. Él va directamente hacia Alpha, se arrodilla frente a ella y se somete a ella, lo que enfurece a Beta.

## Producción
En una entrevista con Insider, Ryan Hurst habló de su tiempo filmando el episodio: "Beta y Negan, no podrían ser más diametralmente opuestos que nada. Es esta persona inamovible con cara de piedra y luego tú tiene su portavoz que simplemente no se callará. Jeff [Dean Morgan] y yo hemos sido grandes amigos durante mucho tiempo. Así que el hecho de que podamos compartir la pantalla juntos es una alegría enorme".

## Recepción

### Recepción crítica
"Bonds" recibió críticas positivas de los críticos, con elogios particulares hacia las interacciones humorísticas de Jeffrey Dean Morgan y Ryan Hurst. En Rotten Tomatoes, el episodio tiene una calificación de aprobación del 93% con un puntaje promedio de 6.98 de 10, basado en 15 revisiones. El consenso crítico del sitio dice: "Aunque finalmente genera más de lo que vale la pena, 'Bonds' introduce una dinámica contenciosa entre Negan y Alpha que ofrece algunos de los momentos de personajes más memorables de esta temporada".
Ron Hogan escribiendo para Den of Geek! elogió el desarrollo de Negan en este episodio y dijo: "Negan no es el tipo de persona que haría una buena incorporación a casi cualquier grupo en The Walking Dead ... Es abrasivo, es ruidoso, tiene un gran ego y es no exactamente el trabajador más duro o el trabajador más fuerte. Estas son todas las cosas que Beta señala tanto a Alpha como a Negan cuando Negan entra caminando al campo de los Susurradores con las manos atadas. Beta quiere matarlo directamente, pero Alpha parece tener una sexto sentido de cuándo la gente podría ser útil, por lo que le dice a Beta que quiere que se haga la prueba. Y si lo encuentra con ganas, o si lo encuentra útil, se quedará con el grupo. De una forma u otra, Negan no está "No volveré a Alexandría".
Matt Fowler de IGN le dio al episodio un 8.1 sobre 10 y escribió: "The Walking Dead entregó un episodio sólido gracias a las desagradables interacciones de Negan con los Susurradores".
Escribiendo para Forbes, Erik Kain también elogió el desarrollo de Negan durante el episodio y dijo: "En total–a pesar de mis quejas generales con respecto a la configuración más amplia del programa– esto fue otro muy buen episodio. Negan se ha convertido, sorprendentemente, en uno de mis personajes favoritos y no decepcionó con su primer encuentro con Los Susurradores. Es interesante ver a Alpha y Beta también en desacuerdo con él y todo el monólogo arrodillado de Negan fue hilarante".
En contraste, Jeff Stone de IndieWire le dio al episodio una crítica mixta con una calificación de "C", y se refirió a él como "mucha configuración, pero no mucho drama".

### Calificaciones
"Bonds" logró un estimado de 3.21 millones de espectadores.